# Europska zelena lista
Evropska zelena lista (Europska zelena lista, EZL), koalicija političkih i izvanpolitičkih organizacija. Koalicija je objavljena 15. ožujka 1990. godine te su se u njoj našli:
- Autonomni demokratski savez Hrvatske (ADSH),
- Radikalno udruženje za Sjedinjene Evropske Države (RUSED),
- Zelena akcija Zagreb (ZAZ),
- Nezavisni sindikat nezaposlenih grada Zagreba [istupio iz koalicije].

Koalicija je stvorena za prve višestranačke izbore u Hrvatskoj, tada Socijalističkoj Republici Hrvatskoj u sastavu Socijalističke Federativne Republike Jugoslavije.
Glede sudjelovanja Nezavisnoga sindikata nezaposlenih grada Zagreba (NSNGZ) postojao je nesporazum, jer je čelništvo Nezavisnoga sindikata nezaposlenih grada Zagreba izdalo priopćenje kako je njihovo pridruživanje »Evropskoj zelenoj listi« označavalo samovoljnost i nedopuštenu činidbu predsjednika NSNGZ, te kako oni kao nepolitička potporna cjelina (ustroj) ne će biti dionici na izborima ni pojedinačno, niti u skupini s bilo kim drugim.
Poslije su »Evropskoj zelenoj listi« prišli i:
- Zelena stranka Rijeke (ZSR),[4]
- Ženska lista Medveščaka,[5] kao izvanstranački ustroj.

Rezultati koje je EZL ostvarila bili su:
- ADSH: 931
- RUSED: 4105
- ZAZ: 7246
  - Ukupno: 12 282

Ako njenim glasovima priključimo i glasove jednoga predloženika Zelene stranke Rijeke: 15 024.

## Poveznice
- političke stranke u Hrvatskoj